# Artère testiculaire
L'artère testiculaire (ou artère spermatique ou artère génitale interne) est une artère systémique paire l'abdomen de l'homme qui vascularise les testicules.

## Origine
Les artères testiculaires naissent de la face antérieure de l'aorte abdominale au niveau de la deuxième vertèbre lombaire entre les artères rénales et l'artère mésentérique inférieure.

## Trajet
L'artère testiculaire descend sur la face antérieure du muscle ilio-psoas. Elle croise la face antérieure de l’uretère et descend en dehors de ce dernier jusqu’à la bifurcation de l’artère iliaque commune. Elle chemine ensuite entre le fascia iliaque et le péritoine, en dehors de l’artère iliaque externe jusqu’à l’anneau inguinal profond. Puis elle descend dans les bourses en avant du canal déférent avec les autres éléments du cordon spermatique dans le canal inguinal.

## Branches collatérales
Les artères testiculaires donnent plusieurs rameaux :
- les rameaux urétériques qui vascularisent  la portion lombaire de l'uretère,
- les rameaux epididymaires dans leur partie terminale dans les bourses qui vascularisent l'épididyme.

## Embryologie
Les artères spermatiques proviennent de la différenciation mâle des artères génitales ; c'est l'équivalent masculin des artères ovariques.

## Galerie

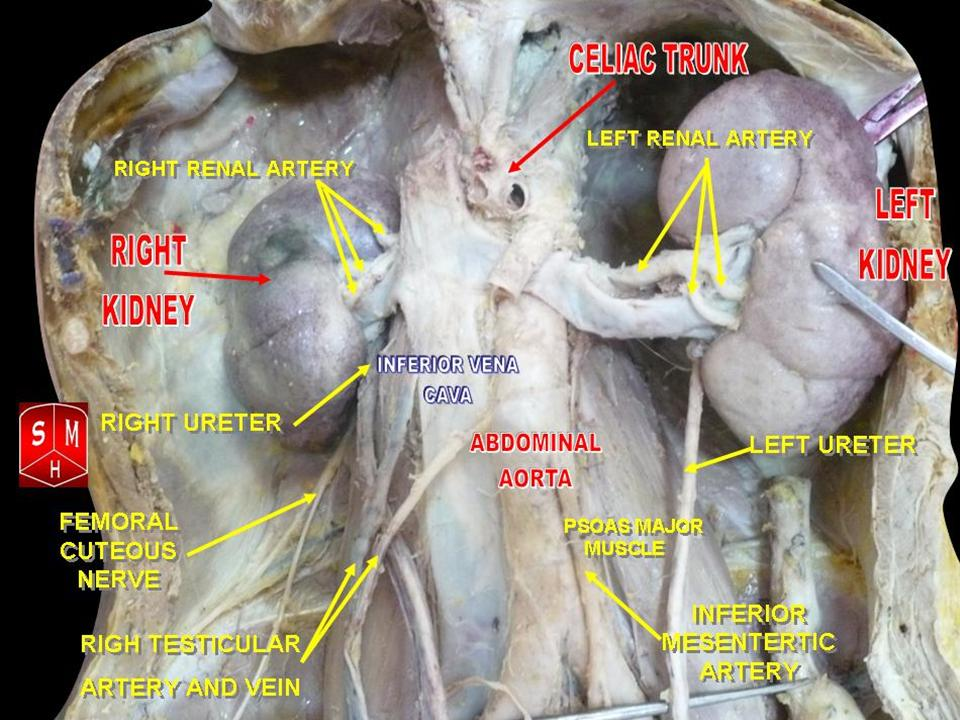
Artères testiculaires.
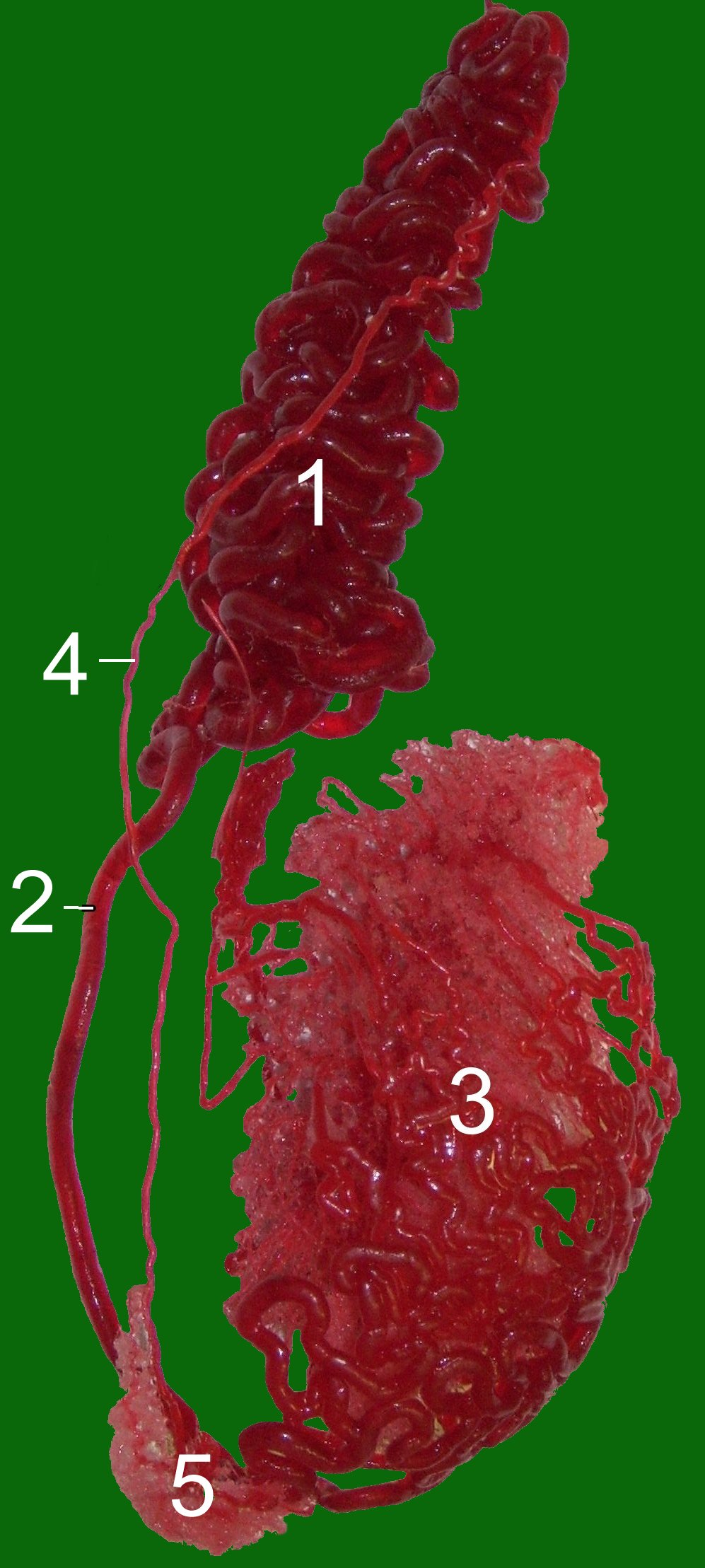
Artère testiculaire de taureau.
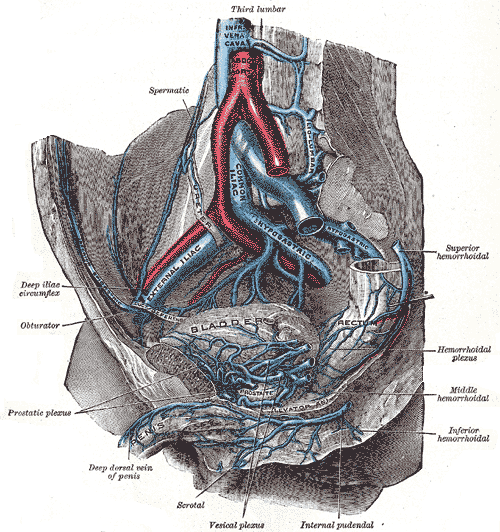
Les veines du côté droit du pelvis masculin.
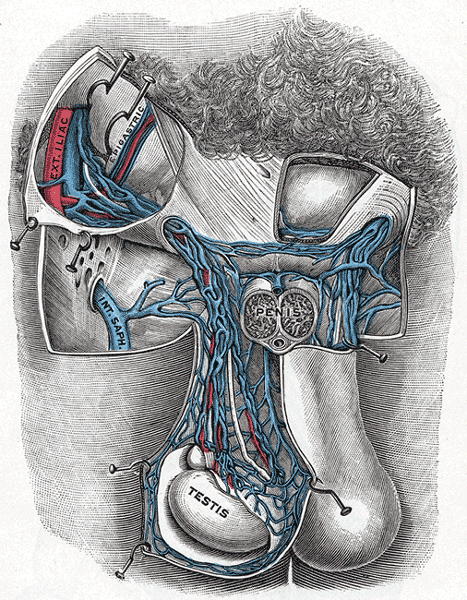
Artère testiculaire.
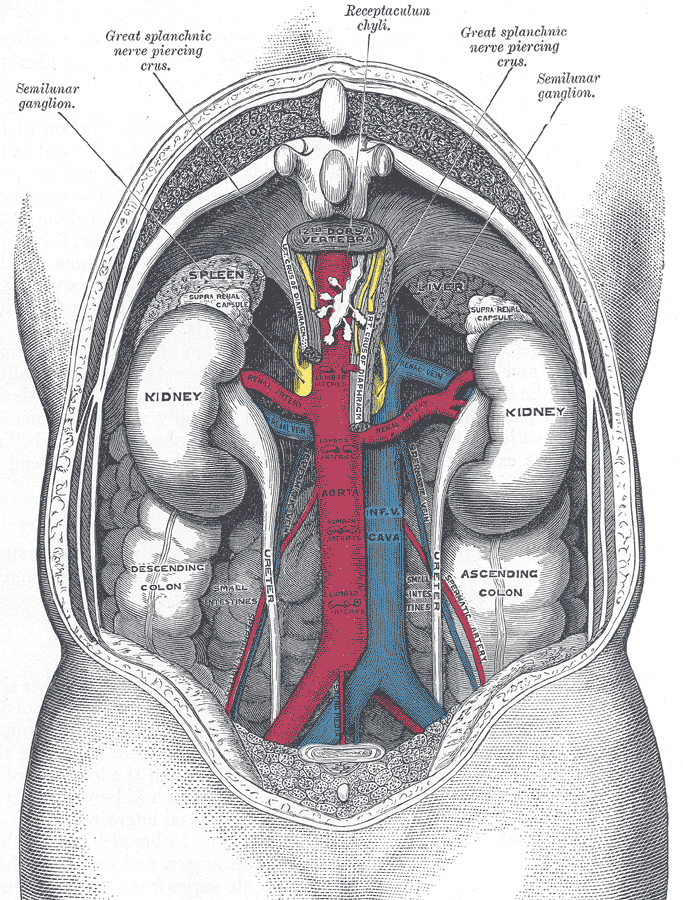
Les liens entre les viscères et les grands vaisseaux de l’abdomen (vue postérieure).
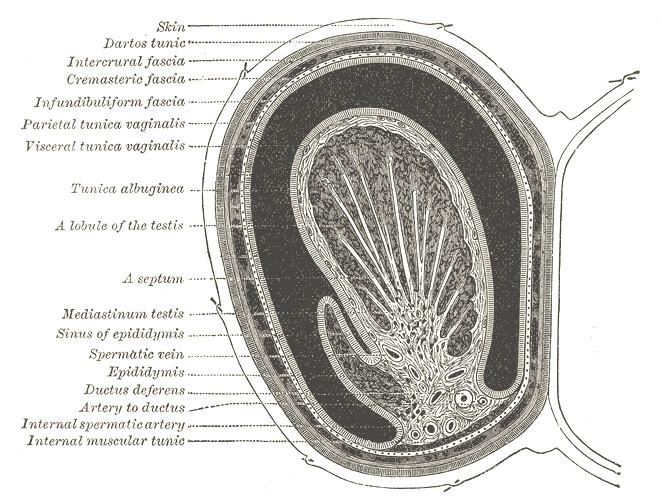
Coupe transverse à travers le côté gauche du scrotum et du testicule gauche.
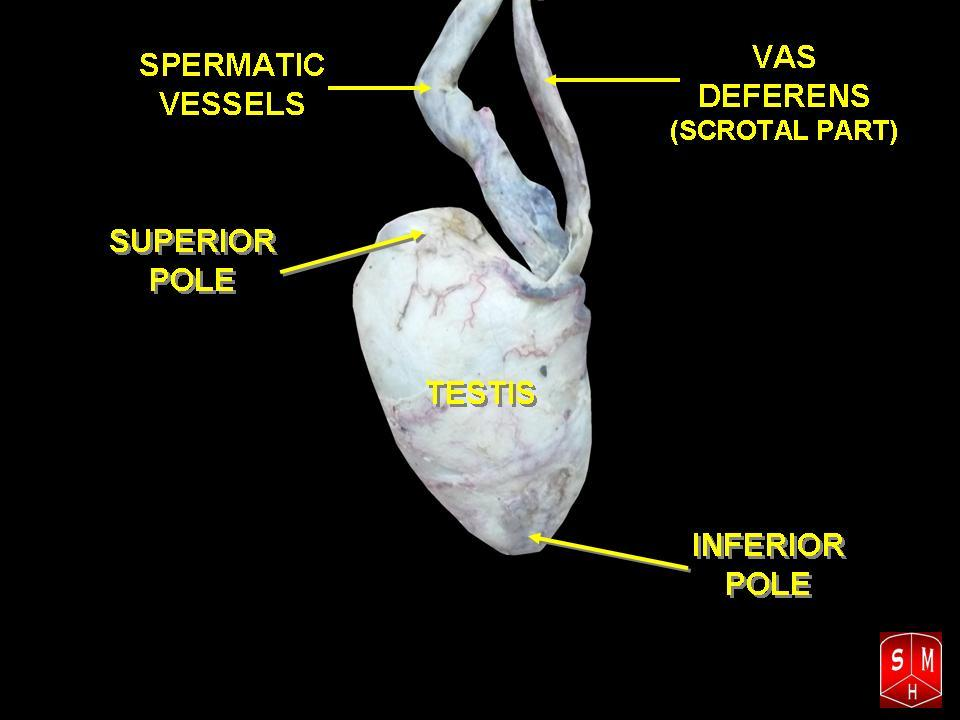
Testicules, artères testiculaires et canaux déférents.
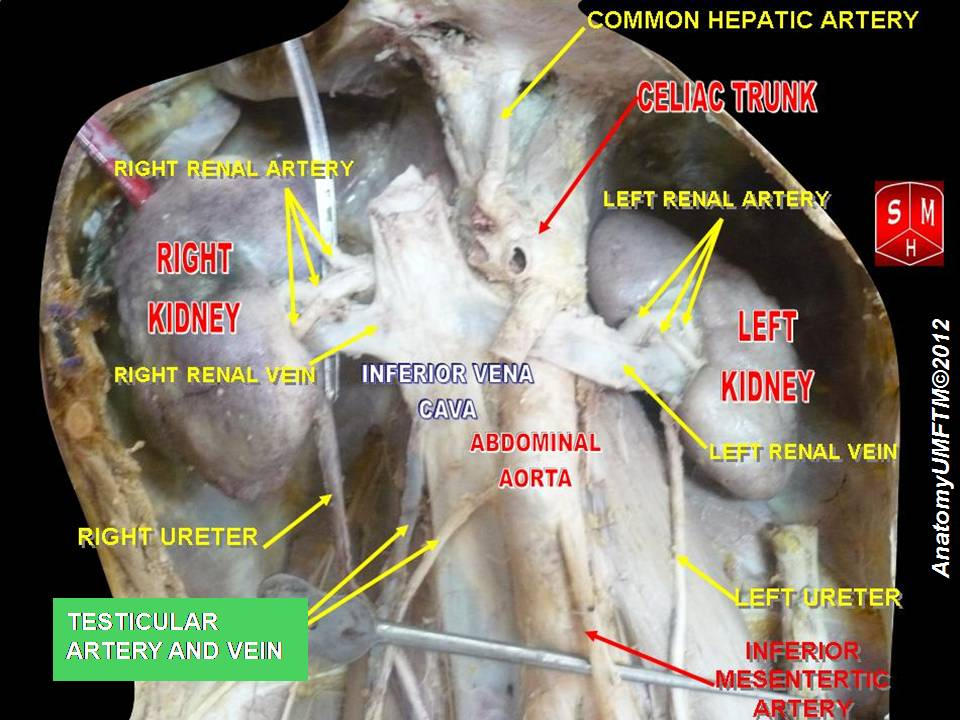
Artère et veine testiculaire.